# Syllis rosea
Syllis rosea är en ringmaskart som först beskrevs av Langerhans 1879.  Syllis rosea ingår i släktet Syllis och familjen Syllidae. Inga underarter finns listade i Catalogue of Life.